# Antoni Zieliński (marynarz)

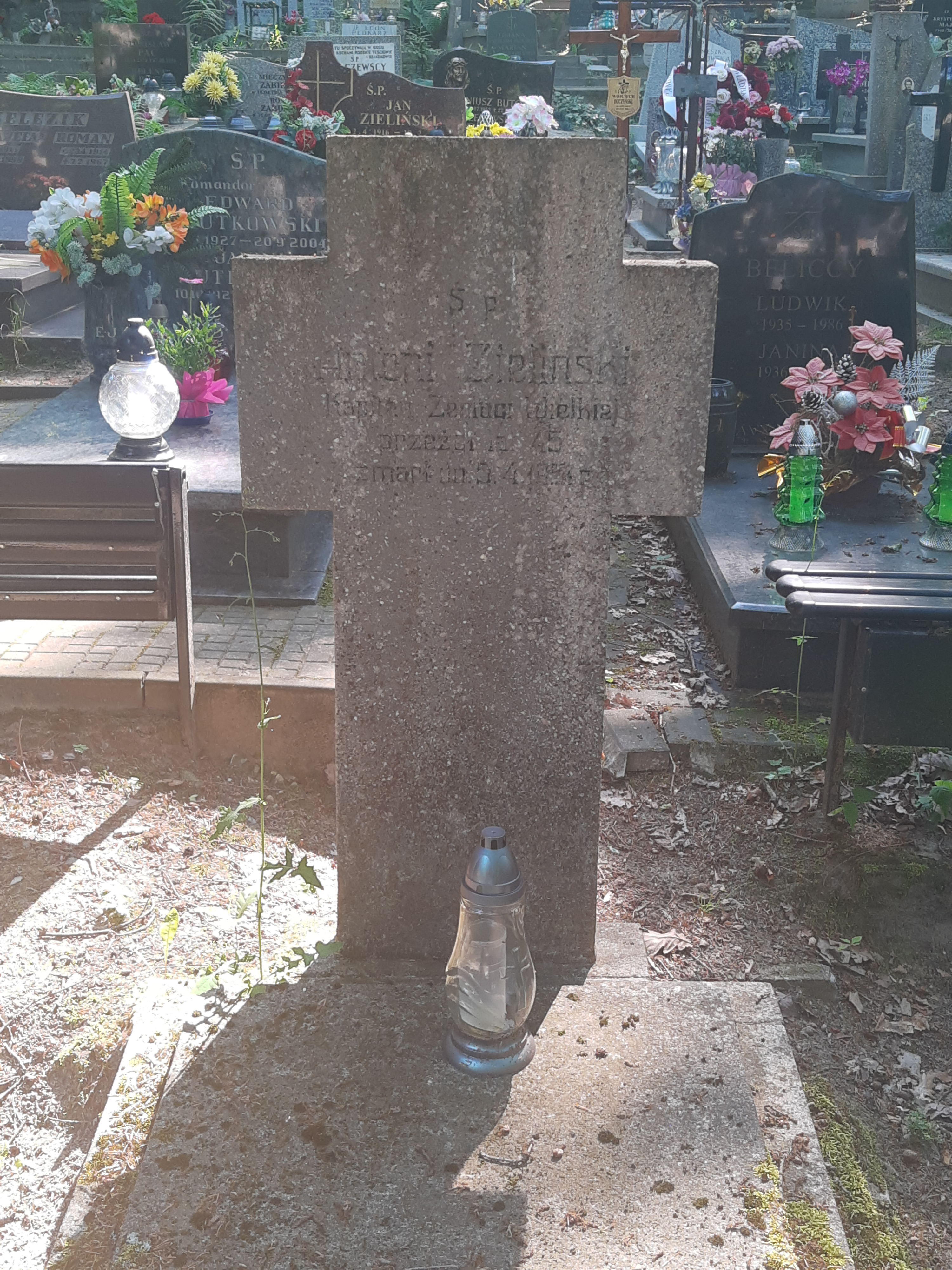
Grób Antoniego Zielińskiego na cmentarzu Witomińskim

Antoni Piotr Zieliński (ur. 26 listopada 1904 w Sosnowcu, zm. 5 kwietnia 1951 w Gdyni) – polski marynarz, kapitan żeglugi wielkiej, komendant Szkoły Morskiej w Southampton w czasie II wojny światowej.

## Życiorys
W roku 1924 ukończył Wydział Nawigacyjny Szkoły Morskiej w Tczewie, po czym przeszedł obowiązkowe, roczne szkolenie wojskowe na kursie podchorążych Marynarki Wojennej. Do wybuchu wojny pływał na statkach Polsko-Brytyjskiego Towarzystwa Okrętowego i Żeglugi Polskiej, w tym najdłużej (w latach 1926–1928 i 1935-1936) na rudowęglowcu SS „Kraków”.
W chwili wybuchu wojny był kapitanem drobnicowca SS „Śląsk”, który właśnie wracał z Helsinek do Gdyni i zatrzymał się w szwedzkim porcie Västervik. Stamtąd, mimo wszędobylskich okrętów Kriegsmarine 13 listopada 1939 przeszedł do Bergen, skąd wraz z „Poznaniem” dotarł w konwoju 18 listopada do Wielkiej Brytanii. Kapitan Zieliński i starszy oficer zostali za tę ewakuację odznaczeni Krzyżami Zasługi z Mieczami.
Na początku wojny (nadal na „Śląsku”) pływał samotnie, lub w konwojach, na szlaku węglowym ze Szkocji do Londynu i z Walii do Francji, skąd przywożono na Wyspy zboże. Jednak już w roku 1940 zrezygnował z pływania i został komendantem Szkoły Morskiej w Southampton, która istniała do roku 1943. W okresie późniejszym był współorganizatorem Gimnazjum i Liceum Morskiego w Landywood, które kształciło młodzież polską ewakuowaną ze Związku Sowieckiego.
W roku 1946 wrócił, jako dowódca SS „Bałtyk”, do Polski. Wkrótce został naczelnikiem Wydziału Żeglugi Urzędu Morskiego w Gdyni, a od roku 1948 był członkiem Komisji Programowo-Ustrojowej Szkolnictwa Morskiego. Był odznaczony Srebrnym Krzyżem Zasługi z Mieczami oraz brytyjskimi 1939–1945 Star, Atlantic Star, Defence Medal, War Medal 1939–1945, a także Srebrnym Krzyżem Zasługi „za zasługi na polu pracy w marynarce handlowej”.
Zmarł w wieku 47 lat. Został pochowany na cmentarzu Witomińskim (kwatera 71-19-13).